# Érsekhalma
Érsekhalma is een plaats (község) en gemeente in het Hongaarse comitaat Bács-Kiskun. Érsekhalma telt 702 inwoners (2005).